# Góra (powiat suwalski)
Góra – wieś w Polsce położona w województwie podlaskim, w powiecie suwalskim, w gminie Bakałarzewo.
W latach 1975–1998 miejscowość należała administracyjnie do województwa suwalskiego.

## Historia
Stan zaludnienia w Górze w 1946 roku wynosił 190 osób. W czasach stalinizmu wieś nadal należała do gminy Kuków (z siedzibą w Wychodnem. W 1970 roku wieś obejmowała 561,24 ha ziemi oraz była zamieszkana przez 193 osoby. 